# Kyoknyolbi Yoldo
Kyoknyolbi Yoldo är öar i Sydkorea.   De ligger i provinsen Södra Chungcheong, i den västra delen av landet, 160 km sydväst om huvudstaden Seoul.